# Giuseppe da Varano

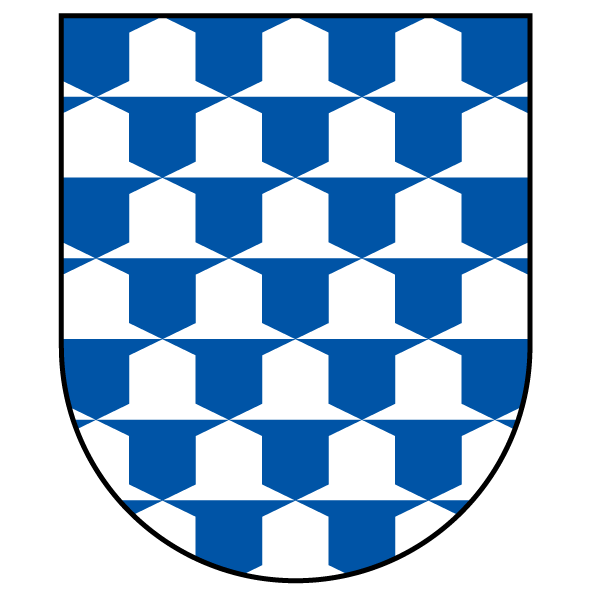
Stemma da Varano

Giuseppe da Varano (Camerino, 1639 – Ferrara, 15 marzo 1699) è stato un poeta italiano.

## Biografia
Era figlio di Carlo da Varano, della nobile famiglia dei Varano e della marchesa Lucrezia Fiaschi di Ferrara.
Grazie al matrimonio con la gentildonna mantovana Osanna Andreasi, entrò nelle grazie dell'ultimo duca di Mantova Ferdinando Carlo Gonzaga, che lo accolse a corte nominandolo maggiordomo maggiore e ministro dello stato. Nel 1693 venne nominato Gran Cancelliere, ma presto nacquero gelosie ed incomprensioni che vennero segnalate dalle corti di Madrid e di Vienna. Per questi motivi il duca di Mantova si privò dei suoi servizi e di quelli del figlio Ercole, militare dell'esercito gonzaghesco. Si ritirò a Ferrara, dove si dedicò alle lettere e alla poesia, pubblicando a Bologna nel 1698 il volume Divertimenti poetici.
Morì a Ferrara nel 1699.

## Discendenza
Giuseppe ed Osanna ebbero tre figli:
- Camilla Lucrezia
- Ercole (?-1713), militare
- Alessandro (1668-1735), vescovo di Macerata